# Leon (專輯)
《黎明》（英語：Leon）是香港歌手黎明的首張錄音室專輯，全碟由陳永明監製，專輯於1990年7月6日由唱片公司寶麗金首次發行，專輯在發行當天已錄得金唱片銷量（二萬五千張以上），黎明獲得港幣50萬元收益，同時憑主打歌曲〈相逢在雨中〉首次登上音樂流行榜，並於該年度獲得多個香港流行音樂頒獎禮的新人獎。

## 背景
《Leon》是寶麗金與黎明合作發行的首張專輯，1986年，黎明參加《第五屆新秀歌唱大賽》獲得季軍後，按照合約條款分別與華星唱片和電視廣播有限公司簽訂經理人合約及歌手合約，當時華星唱片一直未有計劃讓黎明發展歌唱事業，並建議他演出電視劇集。黎明在演出電視劇《男兒本色》時，透過同劇演員林俊賢的介紹認識歌唱老師戴思聰，並跟戴思聰學習流行音樂唱法。戴思聰在1989年3月引薦黎明到寶麗金唱片公司試音並獲取錄，於1989年4月簽約成為寶麗金旗下歌手，由於黎明當時已經擬定全年的工作計劃，這張專輯因此延遲至1990年推出。

## 製作概念
這張專輯以黎明的中文及英文名字命名（部份媒體以「相逢在雨中」來稱呼此專輯），專輯收錄了10首不同風格的歌曲，包括快歌和慢歌，以測試聽眾的反應及收集意見，再決定其後的音樂發展方向。歌曲〈飛渡湮雨間〉是黎明第一首灌錄的歌曲，於1989年灌錄，為電視劇《晉文公傳奇》主題曲；〈相逢在雨中〉是這張專輯的重點歌曲，以情侶分手為題材，通過首段歌詞「紛飛小雨中，跟你再相逢，在腦內又再現擁有過的夢，此刻裝作出，我一切也從容，其實眼眸里，早已有點紅」向聽眾說明主角已經跟對方分手，然後在雨中相逢；〈無名份的浪漫〉改編自馬來西亞歌曲，以「名份」作為題眼，通過歌詞描寫出臨別前的苦楚心境；〈一生比我好〉以三角關係作為歌曲題材，講述男主角祝願女主角和第三者能夠幸福下去，同時反映出男主角自卑的心境；〈赤色黎明〉由因葵填詞，歌詞反映出黎明當時的心路歷程。

## 曲目列表
| 曲序     | 曲目         |          | 作曲                     | 编曲     | 备注                                                                        | 时长  |
| -------- | ------------ | -------- | ------------------------ | -------- | --------------------------------------------------------------------------- | ----- |
| 1.       | 相逢在雨中   | 簡寧     | 曹俊鴻                   | 杜自持   | 國語原版：曲祐良〈錯覺〉                                                    | 3:50  |
| 2.       | 失戀廣告     | 向雪懷   | Fiesch／Endlich／Burrows | 唐奕聰   | 英語原版：Boys Next Door〈Try This For Size〉                               | 3:16  |
| 3.       | 無名份的浪漫 | 林夕     | Hassan／Juwie            | 盧東尼   | 馬來語原版：Lyana〈Hangatnya Cinta〉                                        | 4:45  |
| 4.       | 戀火         | 因葵     | 石田正人                 | 唐奕聰   | 日語原版：池田政典〈ランブルフィッシュ〉                                    | 4:35  |
| 5.       | 一生比我好   | 林振強   | 喜納政明                 | 盧東尼   | 日語原版：因幡晃〈そのままミッドナイト〉                                    | 5:55  |
| 6.       | 情是我所有   | 簡寧     | 伍思凱                   | 杜自持   | 國語原版：伍思凱〈這條路你陪我走〉                                          | 5:20  |
| 7.       | 赤色黎明     | 因葵     | 唐奕聰                   | 唐奕聰   |                                                                             | 4:27  |
| 8.       | 真摯         | 蔡國權   | 花比傲                   | 花比傲   |                                                                             | 4:22  |
| 9.       | 夏日方程式   | 陳少琪   | 劉諾生                   | 劉諾生   |                                                                             | 3:55  |
| 10.      | 飛渡湮雨間   | 簡寧     | 盧東尼                   | 盧東尼   | 電視劇集《晉文公傳奇》主題曲 第一首於寶麗金正式灌錄的歌曲，但當時他尚未簽約 | 2:56  |
| 总时长： | 总时长：     | 总时长： | 总时长：                 | 总时长： | 总时长：                                                                    | 43:21 |

## 幕後製作人員
黎明跟戴思聰學藝時，已透過張國榮認識太極樂隊（張國榮跟太極樂隊主音雷有輝識於微時，因此也向黎明介紹眾成員），其中雷有曜及雷有輝和唱了7首歌，此後幾乎參與每張專輯的製作，而當時他在寶麗金試音時，亦認識音樂製作人歐丁玉、蔡國權、梁榮駿及其班底。當時選中當黎明音樂監製的陳永明認為以黎明的形象，足以開拓女性消費者市場，黎明為此要物色女和音加入班底，於是透過其助手彭靄泉（子泉），從張國榮手上認識當唱片和音的李小梅（大May），黎明於成立A Music前曾指定由其擔任全碟和音，從陳永明沿用至雷頌德。從本專輯開始，黎明的音樂班底開始確立，也展開了首5年跟監製陳永明的合作，早年黎明的歌曲大多由盧東尼編曲，以下是此專輯的幕後製作人員名單：
- 鍵琴：杜自持（曲目1,6）、唐奕聰（曲目2,4,7）、盧東尼（曲目3,5,10）、Fabio Carli（曲目8）、John Laudon（曲目9）
- 結他：Guillermo Fuego Jr.（曲目1,6）、鄧建明（曲目2,4,7,10）、蘇德華（曲目3,5）、Fabio Carli（曲目8）、Daryl Ching（曲目9）
- 低音結他：林志宏（曲目1,3,6,10）、盛旦華（曲目4,7）、江港生（曲目5）、Roberto M. Rasco（曲目8）
- 鼓：陳偉強（曲目5,10）
- 敲擊樂：陳偉強（曲目3）、Donald Ashley（曲目6）
- 弦樂：熊宏亮（曲目3,5）
- 色士風：Del Saxman Jones（曲目8）
- 揚琴：李德光（曲目10）
- 音色伴奏：陳澤忠（曲目1）、唐奕聰（曲目2,4,7）、杜自持（曲目6）、Fabio Carli（曲目8）、John Laudon（曲目9）
- 和音：雷有曜（曲目1－7）、陳美鳳（曲目1－7）、雷有輝（曲目1－7）、李小梅（曲目1－10）、張偉文（曲目8－10）、陳碧清（曲目8－10）、譚錫禧（曲目8－10）、周小君（曲目10）、胡啟榮（曲目10）
- 美術指導：Stanley Wong
- 設計：Sam Lam、Stanley Wong
- 攝影：Chiang Kar Wah
- 混音：陳永明
- 錄音：歐丁球、何漢明、陳永明
- 監製：陳永明
- 經理人公司：華星娛樂有限公司

## 評論摘要

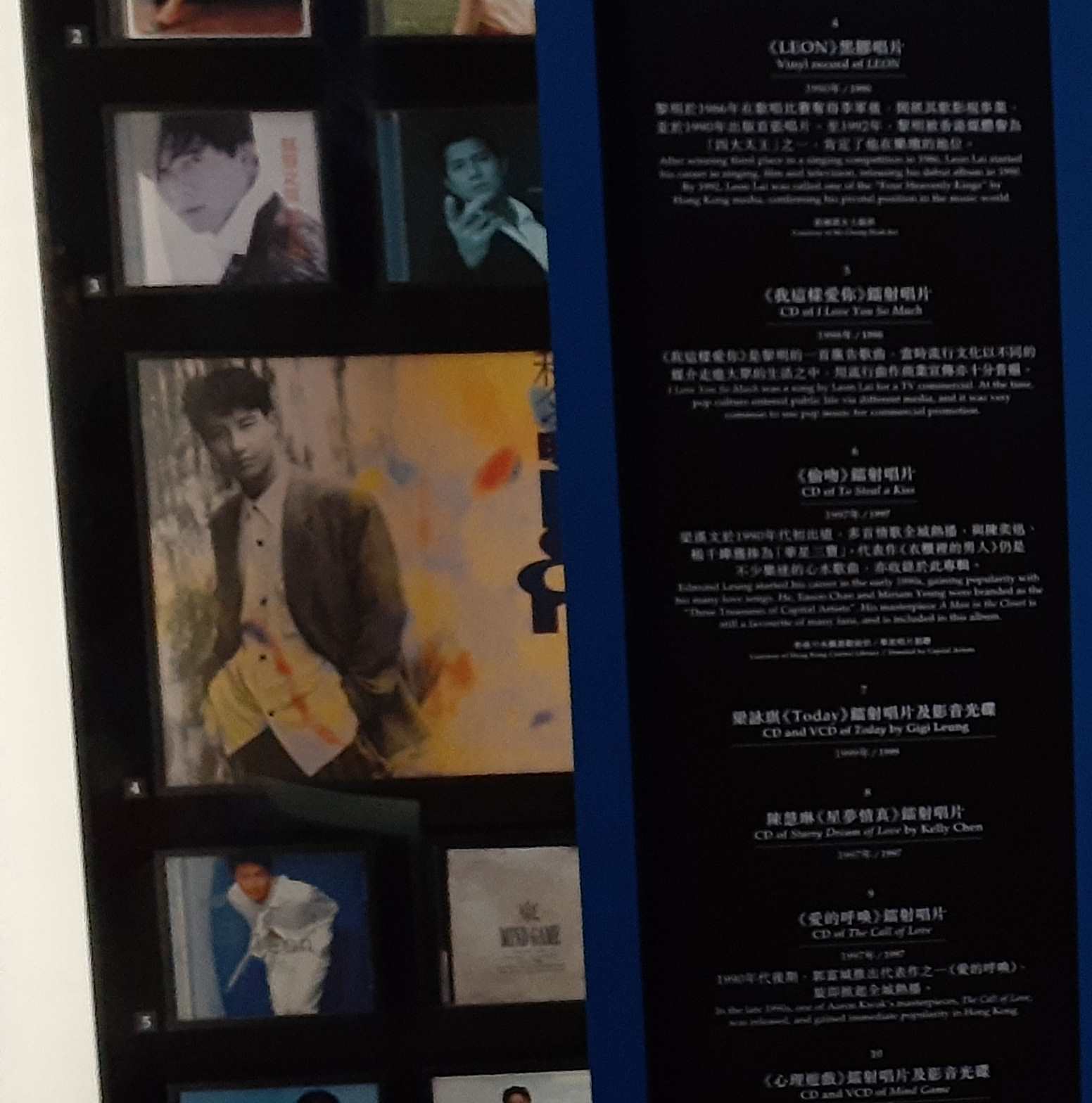
《Leon》黑膠唱片是2021年香港文化博物館「瞧潮香港60+」的展覽品之一

黎明在籌備此專輯時得知唱片公司會把歌曲〈飛渡湮雨間〉收錄其中，他起初認為這首歌與專輯其他收錄歌曲有些不協調，後來想到這是他在寶麗金灌錄的第一首歌曲，有一定的紀念性，理應收錄在他首張專輯，因此不再提出反對。黎明表示當時因經驗不足，在錄音室顯得手足無措，其中在灌錄歌曲〈無名份的浪漫〉時遇到困難，唱了二十多次仍唱不出歌曲需要表達的感情，其後在監製陳永明的教導下漸漸掌握了竅門，他認為自己的表現尚可。評論認為〈無名份的浪漫〉確立了黎明的音樂發展路線，這首歌的旋律動聽，很情緒化，林夕的歌詞如「從沒試過這恐懼 彷似孩童被降罪」、「當你默默道別 而不知是否會再遇見」寫得淒美，令人覺得黎明楚楚可憐，這首歌在推出的時候未有受到關注，這張專輯的成績亦屬一般，直到1992年黎明在他的個人演唱會演唱〈無名份的浪漫〉，重新帶起了這首歌。從事電影導演、編劇兼作家的何言，在其出版的著作中表示此專輯的題材豐富、幕後陣容強大，讓黎明積壓了多年的音樂能量首次爆發，並於該年度獲得多個流行音樂頒獎禮的新人獎。

## 流行榜成績
以下是《Leon》的派台歌曲名單，以及其歌曲在香港三大電子媒體音樂流行榜的最高位置。
| 派台歌曲／流行榜 | 903專業推介 | 中文歌曲龍虎榜 | 勁歌金榜     |
| ---------------- | ----------- | -------------- | ------------ |
| 〈相逢在雨中〉   | 第9位       | 未有相關資料   | 未有相關資料 |
| 〈無名份的浪漫〉 | 未能上榜    | 未能上榜       | 未能上榜     |

## 獎項
以下是黎明憑專輯《Leon》獲頒發的相關獎項：
- 電視廣播有限公司1990年度十大勁歌金曲頒獎典禮——最受歡迎新人獎（金獎）[16]
- 香港電台1990年度十大中文金曲頒獎音樂會——最有前途新人獎（銀獎）[17]
- 香港商業電台1990年度叱咤樂壇流行榜頒獎典禮——叱咤樂壇全港電台播放率最高生力軍男歌手（銀獎）[18]

## 音樂錄像

### 原人演出
- 相逢在雨中（寶麗金全曲卡拉OK POL33007（1990年、原聲）、寶麗金卡拉OK碟聖巨星MTV（1991年、原聲）、寶麗金卡拉OK碟聖黎明原裝MUSIC VIDEOS卡拉OK精選（1994年、原聲（LD））和寶麗金卡拉OK碟聖黎明原裝卡拉OK精選（1995年、原聲（錄影帶））），由張文幹擔任導演[19]。

### 非原人演出
- 無名份的浪漫（寶麗金卡拉OK碟聖13粵語歌曲精選（1992年、非原聲））
- 相逢在雨中（寶麗金卡拉OK碟聖23粵語歌曲精選（1993年、非原聲））